# Callyspongia irregularis
Callyspongia irregularis är en svampdjursart som beskrevs av Patricia R. Bergquist och Warne 1980. Callyspongia irregularis ingår i släktet Callyspongia och familjen Callyspongiidae. Inga underarter finns listade i Catalogue of Life.